# Religia na Litwie

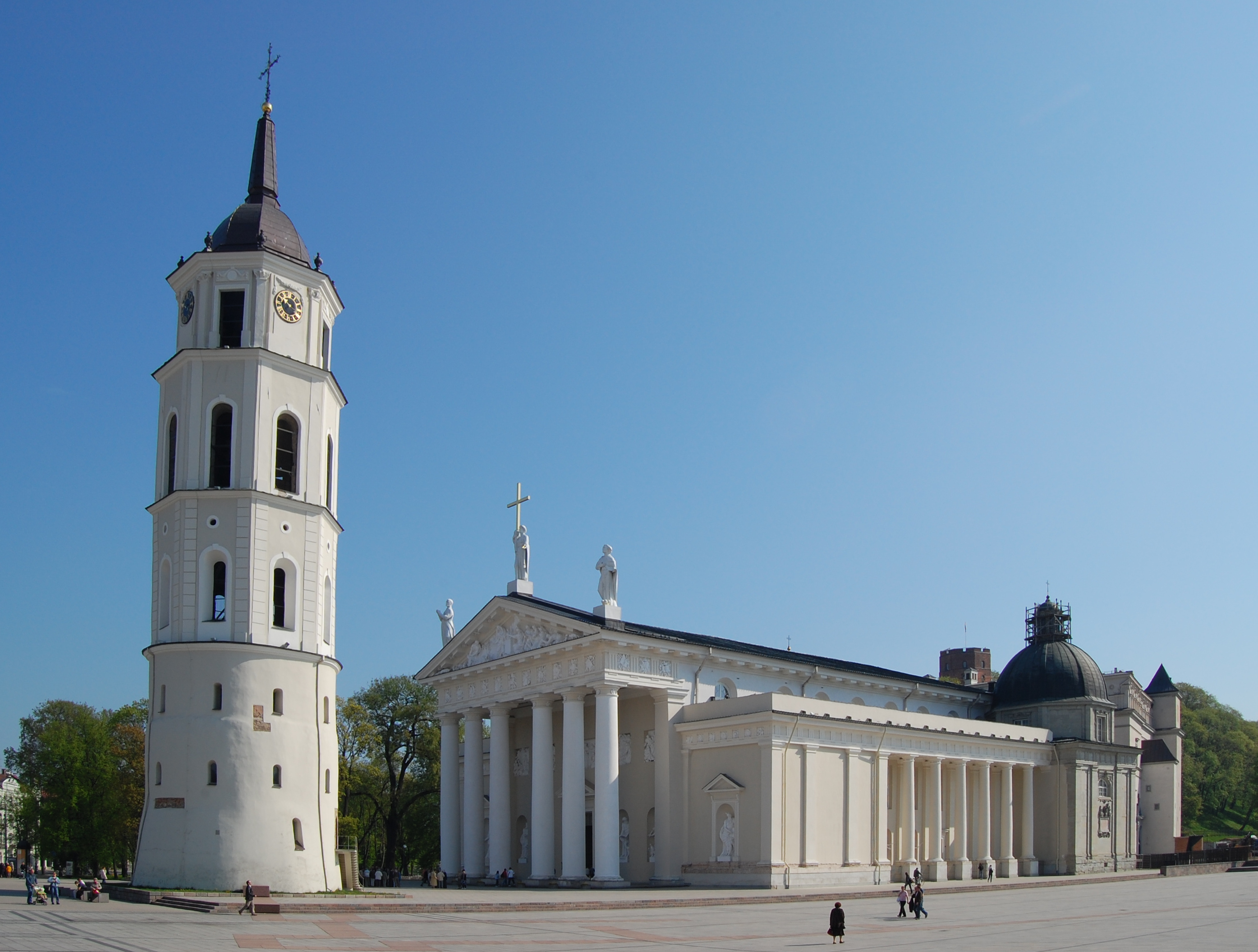
Bazylika archikatedralna św. Stanisława Biskupa i św. Władysława w Wilnie

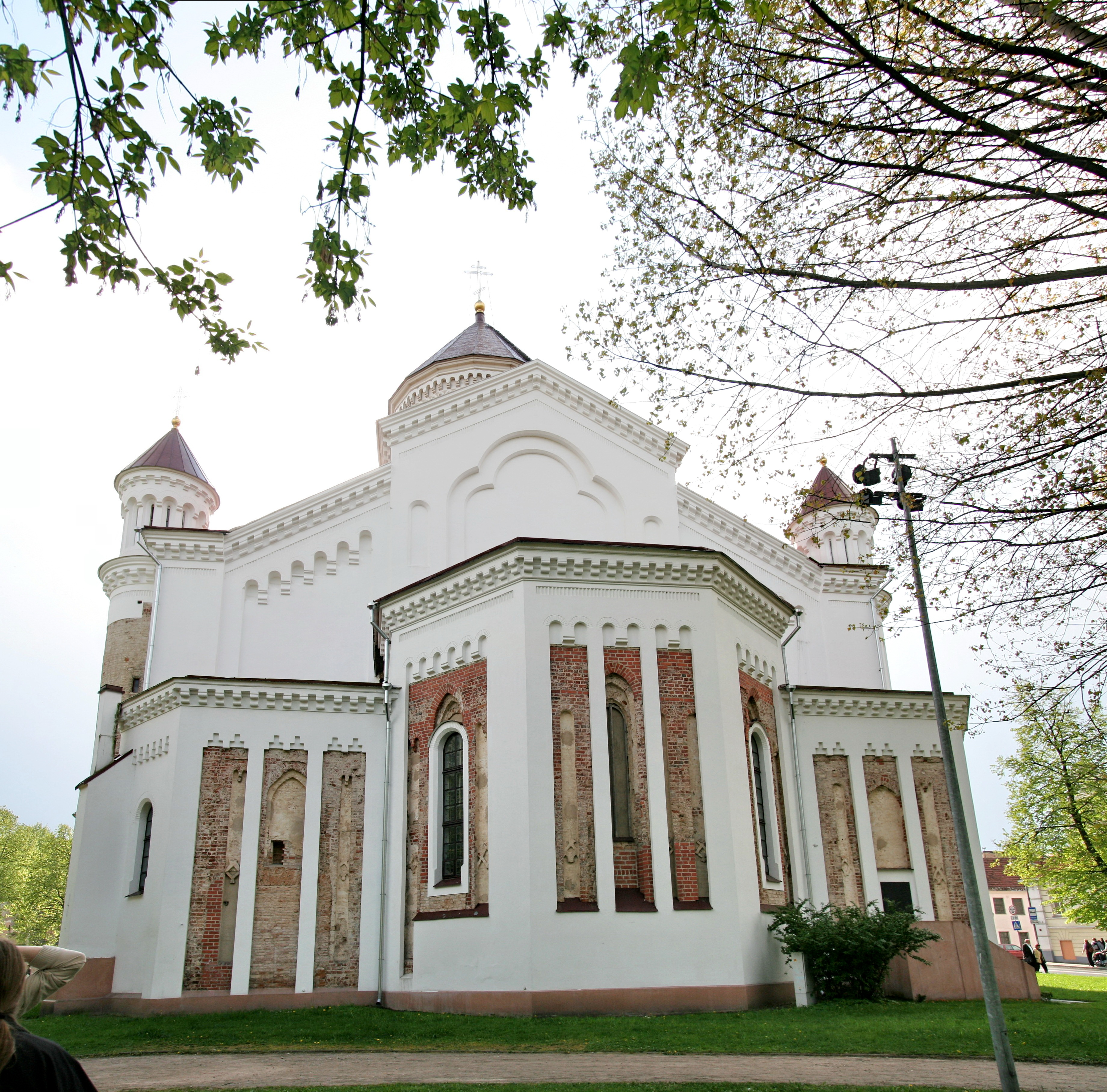
Sobór Przeczystej Bogurodzicy w Wilnie

Według spisu ludności z 2011 dominującą religią na Litwie jest chrześcijaństwo, a najliczniej wyznawany jest katolicyzm. Litwa była ostatnim pogańskim krajem w Europie. Dopiero w 1386 władca Litwy Jogaila przyjął w Kościele rzymskokatolickim chrzest, na którym otrzymał imię Władysław. Za jego przykładem chrzest przyjęła do końca XIV wieku większość żyjących w Wielkim Księstwie Litewskim pogan. Obecnie około 77% populacji jest wyznania rzymskokatolickiego. Istnieją także mniejsze grupy prawosławne, a także protestanckie (głównie: luteranie i kościoły reformowane).

## Liczba wyznawców (dane statystyczne)
Wyznawcy poszczególnych denominacji na Litwie według spisów powszechnych przeprowadzonych w latach 2011 oraz 2021:
| Religie/kościoły                    | Liczba wiernych w 2011 roku | Procent ludności w 2011 roku | Procent ludności w 2021 roku |
| ----------------------------------- | --------------------------- | ---------------------------- | ---------------------------- |
| katolicy                            | 2 350 478                   | 77,23%                       | 74,19%                       |
| prawosławni                         | 125 189                     | 4,11%                        | 3,75%                        |
| staroobrzędowcy                     | 23 330                      | 0,77%                        | 2,29%*                       |
| luteranie                           | 18 376                      | 0,60%                        | 2,29%*                       |
| kalwini                             | 6 731                       | 0,22%                        | 2,29%*                       |
| religie bałtyckie                   | 5 118                       | 0,17%                        | 2,29%*                       |
| Świadkowie Jehowy                   | 3 184                       | 0,11%                        | 2,29%*                       |
| muzułmanie                          | 2 727                       | 0,09%                        | 2,29%*                       |
| zielonoświątkowcy                   | 1 852                       | 0,06%                        | 2,29%*                       |
| baptyści                            | 1 336                       | 0,04%                        | 2,29%*                       |
| judaizm                             | 1 229                       | 0,04%                        | 2,29%*                       |
| Kościół „Słowo Wiary“               | 995                         | 0,03%                        | 2,29%*                       |
| Charyzmatyczny Kościół Ewangeliczny | 991                         | 0,03%                        | 2,29%*                       |
| Adwentyści Dnia Siódmego            | 920                         | 0,03%                        | 2,29%*                       |
| grekokatolicy                       | 706                         | 0,02%                        | 2,29%*                       |
| buddyści                            | 626                         | 0,02%                        | 2,29%*                       |
| Kościół Chrystusa                   | 516                         | 0,02%                        | 2,29%*                       |
| Kościół Nowoapostolski              | 422                         | 0,01%                        | 2,29%*                       |
| metodyści                           | 364                         | 0,01%                        | 2,29%*                       |
| krysznowcy                          | 344                         | 0,01%                        | 2,29%*                       |
| karaimi                             | 310                         | 0,01%                        | 2,29%*                       |
| pozostałe wyznania*                 | 3 575                       | 0,12%                        | 2,29%*                       |
| bez wyznania                        | 186 670                     | 6,14%                        | 6,11%                        |
| brak odpowiedzi                     | 307 757                     | 10,13%                       | 13,66%                       |

*) Do 2024 roku Litewski Departament Statystyki nie podał jeszcze wszystkich szczegółów spisu powszechnego z roku 2021.

## Badania dotyczące przekonań religijnych
Według sondażu Eurobarometru z 2010 roku odpowiedzi mieszkańców Litwy na pytania w sprawie wiary były następujące:
- 47% – „Wierzę w istnienie Boga”
- 37% – „Wierzę w istnienie pewnego rodzaju ducha lub siły życiowej”
- 12% – „Nie wierzę w żaden rodzaj ducha, Boga lub siły życiowej”
- 4% – „Nie wiem”